# Pablo Kleinman
Pour les articles homonymes, voir Kleinman.
Pablo Kleinman est un homme d'affaires, polémiste et présentateur de radio américain né en Argentine, pionnier des réseaux de communication en Amérique latine. Il est cofondateur et DOP de VOZ, la principale société de médias de langue espagnole de centre-droit aux États-Unis.

## Biographie
Jusqu'en janvier 2021, il était l'animateur de Radio California Libre sur la radio KTNQ de la chaîne Univision à Los Angeles. Kleinman, qui animait la seule émission politique avec une ligne éditoriale de centre-droit sur toutes les radios de langue espagnole de Californie, a été retirée des ondes pour des raisons idéologiques, à la suite de la polémique lors de l'élection présidentielle de 2020 et des manifestations qui ont suivi lieu à Washington en semaines plus tard. A aucun moment la compagnie n'a allégué de comportement inapproprié de la part du présentateur, bien que ce dernier ait accusé Univisión de l'avoir « annulé » car, bien qu'il ait été initialement appelé à offrir le seul point de vue conservateur de la station, c'est devenu « insupportable » pour la direction de l'Univisión après les élections.
Il a effectué ses études de premier cycle à la School of International Relations de l'Université de Californie du Sud (USC, Los Angeles) et des études de troisième cycle à la London Business School et à l'École des hautes études commerciales de Paris, où il a obtenu une Maîtrise en administration des affaires (MBA).
À l'âge de 13 ans, à la fin de sa première année au Colegio Nacional de Buenos Aires, Kleinman émigre avec ses parents et ses frères aux États-Unis, s'installant à Los Angeles. Son arrière-grand-mère avait immigré aux États-Unis via Ellis Island dans les années 1930 et sa famille a maintenu une présence continue en Californie du Sud depuis les années 1940.

## Pionnier du secteur technologique
En 1986, à l'âge de 15 ans, Pablo met en place un tableau d'affichage électronique (BBS) d'accès par ordinateur via le téléphone en Argentine, appelé « TCC : The Computer Connection » l'un des premiers de la région et le premier à fonctionner sous une plate-forme conçue par Microsoft. TCC est devenu FidoCenter en 1987, le premier nœud du réseau mondial FidoNet, le premier réseau informatique à accès public, précurseur d' Internet, en Amérique latine. 

"Le garçon informatique", Magazine Siete Días, Argentine (1987)

Pablo Kleinman était coordinateur de FidoNet dans la zone comprise entre le Mexique et l'extrême sud de l'Amérique du Sud (Zone 4 de FidoNet) entre 1987 et 1991. Au cours de cette période, FidoNet s'est étendu à différents pays et comptait des centaines de points d'accès dans les principales villes d' Amérique latine. Pablo a également été l'éditeur d'un document intitulé WorldPol, un projet de constitution pour FidoNet, qui a été publié pour la première fois en 1991 et a constitué la première proposition d' organisation démocratique au milieu des réseaux informatiques.
Au début des années 1990, FidoNet était devenu le premier moyen de communication informatique au monde en termes de nombre de participants et de zone de couverture. Beaucoup de ses premiers participants furent plus tard les pionniers de l'installation d' Internet dans divers pays de la région tels que l'Argentine, le Brésil et le Mexique. Peu de temps après et durant la décennie suivante, Pablo fait partie de l'équipe fondatrice de plusieurs sociétés de services Internet, dont Úrbita, une plate-forme d'information pour les voyageurs comptant plusieurs millions d'utilisateurs actifs,.

## Journalisme et médias
Kleinman a commencé le journalisme en 1989 en tant que correspondant pour le magazine Billboard en Amérique latine. Billboard est l'une des publications internationales les plus importantes et les plus prestigieuses dans le monde du divertissement. Kleinman est celui qui a commencé la couverture latino-américaine de ladite publication,,,,,.

Pablo Kleinman parlant de politique sur Telemundo en 2009

En 2004, il fonde Diario de América, le premier journal d'opinion politique publié en espagnol aux États-Unis. En 2013 il a cofondé Revista El Medio, une publication spécialisée dans les affaires du Moyen-Orient. De plus, il commente fréquemment les questions politiques dans diverses publications de la région et ses articles ont été publiés dans des journaux hispaniques tels que El Mercurio et La Nación du Chili, Panamá América et La Prensa du Panamá, La Prensa du Nicaragua, El Comercio du Pérou, ABC Color du Paraguay, Diario 2001 du Venezuela, El País de l'Uruguay, La Nación du Costa Rica et Libertad Digital de l'Espagne, ainsi que dans diverses publications spécialisées aux États-Unis, et dans le Moyen-Orient.
Pablo Kleinman est également un commentateur fréquent de plusieurs programmes télévisés d'information et d'actualité, y compris le journal télévisé de fin de soirée du réseau Telemundo à Los Angeles. Il a également participé à de nombreuses reprises en tant qu'invité à des émissions d'information en langue anglaise de divers réseaux aux États-Unis et au Canada, généralement pour parler de questions liées à l'Amérique latine.

## Carrière politique
Début 2009, Pablo Kleinman a créé la Fundación Californiana, une organisation éducative à but non lucratif reconnue comme telle par le gouvernement fédéral des États-Unis (501c3), destinée à réaffirmer la notion d'hispaniques comme partie intégrante de la société principalement à travers la Romualdo Pacheco Initiative, et d'éduquer le public sur les principes de l'autonomie personnelle et de l'économie de marché, en espagnol et en anglais.

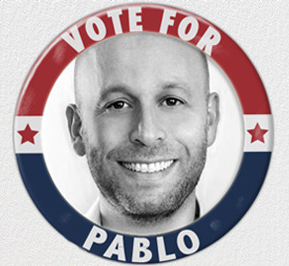
L'épinglette de campagne de Kleinman au Congrès

En Février 2014, Kleinman a annoncé sa candidature pour les Congrès des Etats-Unis pour contester démocrate Brad Sherman pour le siège du représentant pour le 30º district du Congrès de Californie. Malgré la mauvaise image du Parti républicain à Los Angeles et la tendance locale parmi les républicains modérés à se présenter aux élections en tant que candidats indépendants, Kleinman s'est présenté aux primaires en tant que candidat du GOP, se décrivant lui-même comme un républicain de nouvelle génération.
La campagne de Kleinman, le premier candidat juif hispanique au Congrès de l'histoire des États-Unis, dans une circonscription électorale à forte population juive et hispanique, a suscité une publicité très favorable dans les médias et a été considérée comme la première possibilité sérieuse des républicains de gagner dans un district dominé par les démocrates pendant des décennies,.

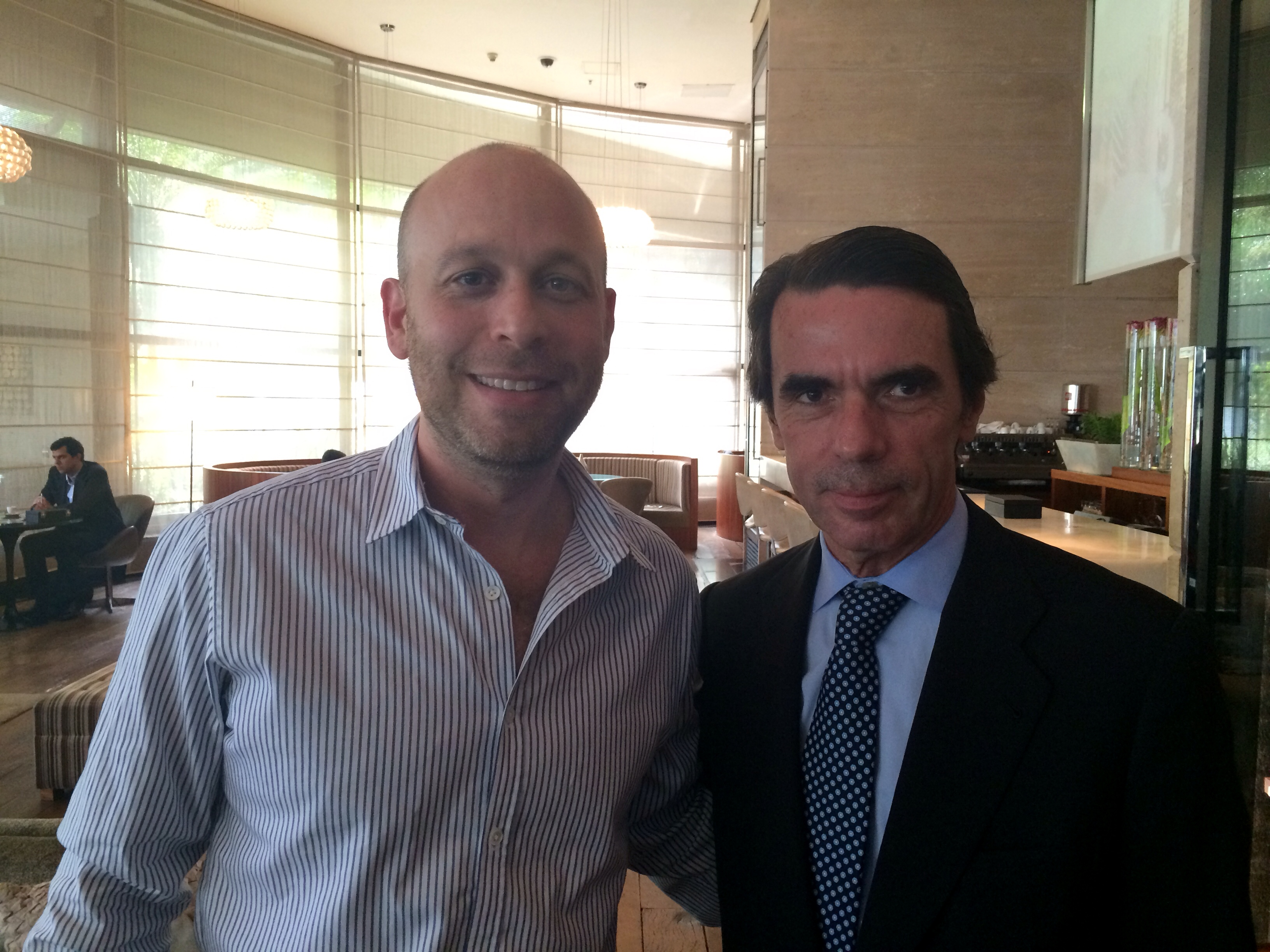
Kleinman avec l'ancien président du gouvernement d'Espagne, José María Aznar

Sa candidature a été fortement combattue par les secteurs les plus réactionnaires du Parti républicain local, notamment par certains groupes du Tea Party, des groupes anti-immigrés et par les isolationnistes, qui contrôlent plusieurs des comités locaux du parti dans la vallée de San Fernando et a fait campagne contre lui. Kleinman a perdu les élections primaires du 3 juin 2014, incapable de surmonter l'opposition des groupes susmentionnés, lors d'une élection marquée par un abstentionnisme record dans l'histoire du district.
Parmi les enjeux politiques les plus remarquables de la campagne non conventionnelle de Kleinman au Congrès figuraient l'adhésion aux principes libertaires sur des questions sociales telles que les droits des homosexuels, ainsi qu'une politique étrangère fortement pro-israélienne et la promotion de la reconnaissance officielle du génocide des Arméniens par le gouvernement des États-Unis,, qui a finalement eu lieu cinq ans plus tard.
Il a auparavant été délégué et membre du comité exécutif du Parti républicain de Californie. Le 7 juin 2016, il a été élu au Comité central du Parti républicain du comté de Los Angeles pour un mandat de quatre ans (2016-2020).

## Philanthropie
Kleinman est vice-président et membre du patronage de la Fondation Hispano-juive en Espagne, qui construit le Museo Hispanojudío à Madrid. Il est également président d'une organisation à but non lucratif vouée à la promotion de la culture hispano-juive et des relations judéo-hispaniques aux États-Unis, appelée Hispanic Jewish Endowment et créée en 2017 à Miami.